# U.K. Subs
U.K. Subs (United Kingdom Subversives) é uma banda de punk rock inglesa formada em 1976 em Londres. A banda é composta por Charlie Harper, Nicky Garratt, Jamie Oliver e Alvin Gibbs.

## Discografia

### Álbuns de estúdio
- 1979 - Another Kind of Blues
- 1980 - Brand New Age
- 1981 - Diminished Responsibility
- 1982 - Endangered Species
- 1983 - Flood of Lies
- 1985 - Huntington Beach
- 1987 - A.W.O.L.
- 1988 - Killing Time
- 1991 - Mad Cow Fever
- 1993 - Normal Service Resumed
- 1996 - Occupied
- 1997 - Quintessentials
- 1997 - Riot
- 1999 - Submission
- 2002 - Universal
- 2005 - Violent State

### Álbuns ao vivo
- 1979 - Live Kicks (EP, gravado ao vivo no Roxy 1977)
- 1980 - Crash Course Live
- 1984 - Gross Out USA
- 1986 - Left for Dead
- 1987 - Japan Today
- 1989 - Live in Paris
- 1990 - Europe Calling
- 1993 - Live in Croatia
- 1998 - Live in the Warzone

### Coletâneas
- 1982 - Recorded 1979-1981
- 1986 - In Action (Tenth Anniversary)
- 1991 - Singles 1978-1982
- 1996 - The Punk Singles Collection
- 1996 - Punk Rock Rarities
- 1997 - Peel Sessions 1978-79
- 1999 - Warhead
- 2001 - Countdown
- 2001 - Time Warp - Greatest Hits
- 2004 - Before You Were a Punk
- 2006 - Original Punks Original Hits
- 2006 - Complete Riot
- 2008 - World War

### Compilações
- 1996 - The British Punk Invasion Vol 2
- 1998 - At War With Society
- 2003 - Fuck You Punx, vol. 3  (EP)

### Singles / EPs
- 1978 - "C.I.D." (EP)[2]
- 1979 - "Stranglehold" (EP)
- 1979 - "Tomorrows Girls" (EP)
- 1979 - "She's Not There" (EP)
- 1980 - "Warhead" (EP)
- 1980 - "Teenage" (EP)
- 1980 - "Party in Paris"
- 1981 - "Keep on Running" (EP)
- 1981 - "Countdown"
- 1982 - "Shake Up the City" (EP)
- 1983 - "Another Typical City"
- 1985 - "This Gun Says" (EP)
- 1986 - "Live in Holland" (EP)
- 1993 - "The Road Is Long, The Road Is Hard" (EP)
- 1994 - "Postcard from L.A." (split single c/Swinging Utters) (somente EUA)
- 1995 - "Betrayal" (somente EUA)
- 1997 - "War on the Pentagon" (EP) (somente EUA)
- 1997 - "Day of the Dead" (EP) (somente EUA)
- 1997 - "Cyberjunk" (EP) (somente EUA)
- 1998 - "Riot" (EP)
- 2000 - "The Revolution's Here" (EP)
- 2002 - "Drunken Sailor"
- 2006 - "666 Yeah"
- 2008 - "Warhead" (CD EP)

### Charlie Harper - EP's
- 1980 - "Barmy London Army"
- 1981 - "Freaked"

## Videografia

### VHS
- 1979 - U.K. Subs: Punk Can Take It - A Documentary by Julien Temple
- 1982 - Rough Cut and Ready Dubbed
- 1983 - Live at the Retford Porterhouse
- 1986 - Hardcore
- 1987 - Punk on the Road 1983
- 1988 - Gross Out U.K.
- 1989 - Down Amongst the Dead Men
- 1994 - Punk & Disorderly, vol. 2

### DVD
- 2003 - Live at the Retford Porterhouse
- 2003 - Raw Punk, vol. 3 - Total Bollocks
- 2006 - Live in Bremen
- 2006 - Warhead - 25th Anniversary Marquee Concert
- 2007 - Punk Revolution - Live from London